# Кикути, Юки
Юки Кикути (яп. 菊池悠希, англ. Yuki Kikuchi, родилась 24 июля 1990 года, в Минамиаики, префектура Нагано)) — конькобежка, специализирующаяся в шорт-треке. Участвовала в зимних Олимпийских играх 2018 и Олимпийских играх 2022 года. Окончила Высшую коммерческую школу Коморо в 2015 году и Университет Риккё на факультете делового администрирования.

## Спортивная карьера
Юки Кикути выросла в семье конькобежцев. Её отец, Такехико Кикути, был бывшим мэром деревни Минамиаики, а также бывшим конькобежцем-любителем. Она является 3-й дочерью из пяти сестер, 2-я дочь - Аяка Кикути, золотая медалистка командного зачета по конькобежному спорту на Олимпийских играх в Пхенчхане. Моэми Кикути, 4-я дочь, и Сумирэ Кикути, 5-я дочь, также занимаются шорт-треком.   
Она начала кататься на коньках в возрасте 3 лет, а в 8 лет занялась конькобежным спортом в 3-м классе начальной школы. Шорт-треком  она занялась в 1-м классе средней школы Коми в возрасте 11-ти лет. В 2007 и 2008 годах Юки участвовала на чемпионате Японии среди юниоров по конькобежному спорту и дважды заняла 36-е место в мини-многоборье. В возрасте 13 лет Юки полностью перешла в шорт-трек. Она сломала правую ногу во время Всеяпонского чемпионата в декабре 2012 года, и ей потребовалась операция.
Юки дебютировала в Монреале на Кубке мира, в октябре 2014 года и заняла 14-е место в беге на 1500 м. На Всеяпонском чемпионате 2014 года Юки на дистанции 1000 м заняла 3-е место, и на 1500 м 4-е место, а в общем зачёте заняла 7-е место. В феврале 2015 года на зимней Универсиаде в Гранаде вместе с партнёрами заняла 4-е место в эстафете. В декабре на очередном Всеяпонском чемпионате выиграла золотую медаль на дистанции 1000 м и заняла 5-е места в беге на 500 м и 1500 м.
В течение следующих двух лет на Всеяпонских чемпионатах заняла соответственно 11-е и 7-е места в общем зачёте и одержала победу в 2017 году в беге на 500 м на Всеяпонском чемпионате по отдельным дистанциям. В феврале 2018 года на зимних Олимпийских играх в Пхёнчхане была дисквалифицирована в четвертьфинале на дистанции 1500 м и в эстафете заняла 6-е место. Через месяц на чемпионате мира в Монреале с командой поднялась на 5-е место в эстафете.
Юки выиграла на Всеяпонском чемпионате по отдельным дистанциям в беге на 1000 и 1500 м, затем заняла 3-е место в общем зачёте многоборья на Всеяпонском чемпионате. В ноябре 2018 года Юки на Кубке мира в Солт-Лейк-Сити впервые выиграла бронзовую медаль в эстафете и заняла 6-е место в беге на 1500 м. В марте 2019 года на чемпионате мира в Софии вновь вместе с партнёршами заняла 5-е место в эстафете. 
В следующем сезоне 2019/2020 годов ещё дважды в составе команды поднималась на 3-е место на Кубке мира в Дрездене и Дордрехте в женской и смешанной эстафетах. В марте все соревнования отменили из-за пандемии коронавируса и только в сезоне 2021/2022 начала с выступлении на Кубке мира. На Национальном спортивном зимнем фестивале она заняла 3-е место  в беге на 1000 м и позже квалифицировалась на олимпиаду в Пекине в декабре 2021 года. 
На зимних Олимпийских играх в Пекине 5 февраля в смешанной эстафете заняла 10-е место, 11 февраля заняла 27-е место в беге на 1000 м и 16 числа 23-е место на дистанции 1500 м. После Олимпиады 2022 года она решила завершить карьеру спортсменки и заняться тренерской деятельностью.